# Su Qin
Dans ce nom chinois, le nom de famille, Su, précède le nom personnel.
Su Qin (chinois : 苏秦, ) est un stratège politique chinois de la période des Royaumes combattants, né vers 382 av. J.-C. et mort en 284 av. J.-C.. Selon la légende, il est un disciple de Guiguzi, le fondateur de l'école de la diplomatie (en). Il est le partisan principal du « système d'alliance verticale » qui prône la création d'une alliance des autres États contre le puissant État de Qin. La théorie adverse, celle de l'« alliance horizontale » (聯横, Lían Héng) soutient des alliances avec l'État de Qin.
Après avoir terminé ses études auprès de Guiguzi, Su Qin voyage pendant plusieurs années et déplore à son retour que « ma femme ne me reconnaît pas comme son mari, ma belle-sœur ne me reconnaît pas comme son beau-frère, et mes parents ne me reconnaissent pas comme leur fils ! ». Il se reproche à lui-même tous ces malheurs et s'enferme par la suite dans sa chambre pour étudier. Pour éviter de s'endormir après de longues heures d'étude, il a l'habitude de se poignarder à la cuisse avec un instrument tranchant. Cette pratique a donné naissance à une partie de l'idiome chinois (chengyu) « étudier assidûment et inlassablement » (懸梁刺股). Des années plus tard, lorsque Su Qin est de retour auréolé de succès avec la mise en place de son « système d'alliance verticale », sa famille le reçoit avec une grande révérence. Ce changement de comportement à son égard est à l'origine d'un autre idiome chinois : « un changement d'attitude de l'arrogance au respect » (前倨後恭).
Su Qin est principalement connu pour avoir persuadé les dirigeants des six royaumes de Qi, Chu, Yan, Han, Zhao et Wei de s'unir contre Qin grâce à l'utilisation de sa splendide rhétorique. Il porte par la suite des robes ornées des insignes des six États. Les alliés de l'alliance verticale ont attaqué l'État de Qin mais ont cependant été facilement vaincus en raison de la discorde interne entre les anciens ennemis.
Une théorie suggère que lui et son adversaire Zhang Yi (en) se renforçaient mutuellement pour atteindre leurs objectifs personnels.

## Sollicitation des Six États
Cette période de sollicitation est l'une des questions les plus débattues de l'histoire chinoise. Une vérification contemporaine de la biographie de Su Qin dans les Mémoires du Grand Historien et les Stratagèmes des Royaumes combattants suggère que le contenu relatif à Su Qin dans ces textes anciens serait en fait l'œuvre d'auteurs plus récents,.
Une visite gâchée à l'État de QinQuand Su Qin arrive à Qin, le dirigeant de l'État, le duc Xiao de Qin, vient tout juste de décédé. Son successeur, le roi Huiwen de Qin, déteste le réformateur politique Shang Yang dont l'ancien duc était un fervent partisan et le fait rapidement exécuter. Le roi Huiwen déteste également les étrangers talentueux, de sorte que Su Qin ne fit aucun progrès.
Négociations avec l'État de YanSu Qin dit au marquis Wen, le dirigeant de l'État de Yan que la menace posée par l'État de Zhao est plus grande que celle de l'État de Qin et qu'il devrait former une alliance avec l'État de Qi. En conséquence, Su Qin devient très apprécié dans l'État de Yan.
Négociations avec l'État de ZhaoSu Qin informe le marquis de Zhao que son territoire se trouve sur une position cruciale, légèrement décalée par rapport aux autres États en guerre, mais finalement désavantageuse. Il suggère qu'à cause de cela, dans le cadre d'une alliance avec les autres puissances, l'État de Zhao détiendrait la clé de l'équilibre des pouvoirs. Très impressionné par l'idée, le dirigeant de Zhao récompense financièrement Su Qin et l'invite à discuter d'une alliance avec les autres États.
Négociations avec l'État de HanSu Qin irrite le roi Xuan de l'État de Han et l'amène à se concentrer sur l'alliance verticale.
Négociations avec l'État de WeiEncourageant l'égoïsme des responsables de l'État de Wei, Su Qin persuade le roi Xiang de se concentrer sur l'alliance verticale.
Négociations ave l'État de QiSu Qin démontre clairement qu'il est impossible pour l'État de Qin de traverser Zhao et Wei pour attaquer Qi. En conséquence, à la grande honte de Su Qin, l'État de Qi prête allégeance à Qin.
Négociations avec l'État de ChuSu Qin dit au roi Wei de l'État de Chu que les six autres États en guerre avaient déjà formé une alliance. Le roi Wei refuse de le croire et est inévitablement attaqué par l'État de Qin.
À la fin de cette période de démarchage, Su Qin devient administrateur en chef de l'alliance verticale et porte les insignes des six nations membres. Après être devenu célèbre, il retourne dans sa ville natale auréolé de gloire. Ses parents l'accueillent à trente li de chez eux, sa belle-sœur rampe comme un serpent tandis que la surprise se manifeste sur sa femme mais elle n'ose le regarder, son ancien entêtement étant devenu respect. Une fois de plus, Su Qin déplore le fait que « les parents sont pauvres mais pas le fils ». Bien que déjà fonctionnaire de l'alliance des six nations, le marquis Su de Zhao nomme Su Qin dirigeant de Wu'an danc l'actuelle province du Henan. Selon les archives de l'alliance verticale, l'État de Qin entre en déclin et n'ose pas traverser le col stratégique de Hangu (en) avant encore quinze ans.

## Défaite de l'alliance verticale et mort de Su Qin
L'alliance verticale des six nations ne parvient pas dès le départ à éloigner chaque État membre de la poursuite de ses propres intérêts et, par conséquent, les fondations sont peu solides. Une expédition punitive montée par l'État de Qin contre les États de Qi, Wei et Zhao met fin à l'alliance verticale. Su Qin quitte l'État de Zhao et l'alliance se désintègre.
L'État de Qi prend l'avantage sur l'État de Yan et y installe un nouveau monarque, le roi Yi, tout en occupant également dix villes que le roi Wei demande à Su Qin de récupérer. Su Qin adressé la demande suivante au roi de Qi : « Le roi de Yan est un parent de l'État de Qi et vous avez saisi son territoire. Ceci peut mener à l'arrivée des troupes d'élite de l'État de Qin donc vous devez rendre ces villes ! ».
Après la mort du marquis Wen de Yan, le roi Yi monte sur le trône. Su Qin a une liaison avec la veuve du défunt marquis et lorsque le roi Yi l'apprend, Su Qin, craignant d'être puni, quitte très vite l'État de Yan et se rende à Qi où il obtient un poste important de la part du roi Xuan. À la mort de Xuan, le roi Min monte sur le trône et Su Qin rivalise avec les ministres d'État pour la faveur du monarque. Les ministres tentent d'assassiner Su Qin et il est gravement blessé. Le roi Qia tente d'arrêter les coupables mais n'y réussit pas. Sur son lit de mort, Su Qin explique au roi un plan pour arrêter les assassins : après sa mort, Su Qin est accusé à titre posthume de trahison et son corps est écartelé d'un membre à l'autre sur la place de la ville. Cela incité ses assassins potentiels à se révéler, et ils sont ensuite exécutés. Par la suite, les espions de Su Qin divulguent des informations à l'État de Qi, provoquant la haine et la colère de l'État de Yan.

## Vérification contemporaine de l' identité réelle de Su Qin
En 1973, sur le site archéologique Mawangdui de Changsha, un certain nombre de manuscrits sur soie sont mis au jour. Une fois rassemblés, ceux-ci sont nommés « Archives des écoles de pensée verticales et horizontales de l'alliance durant la période des Royaumes combattants ». Les documents se composent d'un total de vingt-sept chapitres divisés en trois parties. Le premier, composé de quatorze chapitres, contient la correspondance et les conversations de Su Qin et fournit des informations à partir desquelles la vérité historique concernant les Stratagèmes des Royaumes combattants peut être discernée et les erreurs dans la biographie de Su Qin dans les Mémoires du Grand Historien identifiées.
Selon cette preuve écrite, l'ère de Su Qin a suivi celle de Zhang Yi (en), sous le règne du roi Zhao de Yan. En collaboration avec Gong Sun Yan , Su Qin a poursuivi la confrontation mutuelle de Zhang Yi avec l'alliance horizontale de Xi Shou. Su Qin avait quatre frères aînés : Su Dai, Su Li, Su Bi et Su Hu. Sous la direction de son professeur Yu Qi, Su Qin étudie tous les aspects des opérations de l'alliance verticale et de l'alliance horizontale. Il se penche aussi sur les livres de la collection de Yu Qi et en trouve un intitulé « Le plan du ministre Yin Fu », que Su Qin étudie inlassablement pendant de nombreuses années, et accepte le fait que ses méthodes suffiraient à gagner le soutien du monarque régnant.
Après que le roi Zhao de Yan (en) (312–279 av.J.C) soit monté sur le trône, l'État subit des bouleversements et des effusions de sang, tandis que le roi, projetant de renforcer son État et de venger l'ancienne humiliation, convoque ses sages. Su Qin quitte immédiatement Zhou et se rend à Yan. Pour le roi Zhao de Yan, Su Qin effectue son premier service méritoire en demandant au roi Xuan de Qi (en) de rendre les dix villes qu'il avait précédemment arrachées. Le Yan envoie un prince comme otage du Qi avec Su Qin agissant comme envoyé. C'était la septième année du règne du roi Min de Qi (en), en 294 avant notre ère, lorsque le gouvernement du Qi était présidé par le seigneur Mengchang (en). Su Qin est bien traité à Qi et est en bons termes avec le seigneur Mengchang avant son retour à Yan.
En 292 avant notre ère, les forces tripartites de Qi, Zhao et Qin usetn de tous leurs efforts pour se battre sur un territoire appartenant à l'État de Song. Su Qin suggère un plan au roi Zhao de Yan tout en garantissant qu'il peut lui « faire confiance autant qu'à Wei Sheng » et qu'il emmènera les détails de leurs réunions secrètes dans sa tombe.
Par la suite, Su Qin réussit à creuser un fossé entre Qi et Zhao. Qi anéantit Song, ce qui affaiblit gravement Qi de sorte que l'alliance verticale des cinq autres États décide à l'attaquer. Lorsque Yue Yi (en) a vaincu Qi, le roi Min de Qi accuse Su Qin coupable de dissension et le fait écarteler en public. Par la suite, Zou Yang déclare : « Su Qin ne faisait confiance à rien sous le ciel mais il a tenu ses promesses à l'Etat de Yan ». Sima Qian commente également : « Su Qin a entrepris de semer la dissension, ce qui a conduit à son exécution et tous sous le ciel se moquent maintenant de lui ».
En 1972, dans la tombe numéro un de la montagne Yinque dans la préfecture de Linyi au Shandong, sont découverts des feuillets de bambou de la dynastie Han portant l'inscription « L'Art de la guerre » de Sun Tzu. L'historien Li Ling mentionne cela dans sa version simplifiée Sun Tzu dans le chapitre Espionnage, à savoir « Quand le Zhou a prospéré, Lu Ya était à Yin » suivi de la phrase : « Quand Yan a prospéré, Su Qin était à Qi ». Li Ling estime que ce « Sun Tzu » n'est pas le même que celui transmis aux générations suivantes et qu'il s'agit clairement de l'histoire de la période des Royaumes combattants

## Référence culturelle
Dans le manga Kingdom, Li Mu (en) utilise la stratégie d'alliance de Su Qin contre Qin, mais Qi refuse et l'alliance s'effondre. La plupart des officiers sont tués, principalement des généraux Chu.